# AMC-9
AMC-9 (auch AMERICOM 9 oder GE-12) war ein kommerzieller Kommunikationssatellit des Unternehmens SES Global.

## Aufbau und Zweck
Der dreiachsenstabilisierte Satellit war mit 24 Ku-Band- und 24 C-Band-Transpondern ausgerüstet und sollte von der Position 83° West aus USA und Mexiko mit Fernsehen und Telekommunikationsdienstleistungen versorgen. Für die Sendeelektronik im C-Band wurden Halbleiterleistungsverstärker (solid state power amplifiers, SSPAs) mit einer Leistung von jeweils 20 Watt verwendet, für Ku-Band-Ausstrahlungen Wanderfeldröhrenverstärker (traveling-wave tube amplifiers, TWTAs) mit einer Leistung von jeweils 110 Watt. Er wurde auf Basis des Satellitenbusses Spacebus 3000B3 der Alcatel Space gebaut und besaß eine geplante Lebensdauer von 15 Jahren. 
AMC-9 wurde am 7. Juni 2003 mit einer Proton-K/Briz-M-Trägerrakete vom Raketenstartplatz Baikonur in eine geostationäre Umlaufbahn gebracht. 

## Havarie
Am Morgen des 17. Juni 2017 wurde, in Form eines Kommunikationsabbruches und einer plötzlichen Bahnänderung, eine Anomalie an Bord des Satelliten festgestellt. Weder wird Telemetrie vom Satelliten mehr empfangen, noch kann er gesteuert werden. Seine Bahn im geostationären Orbit, auf welcher er pro Tag etwa 0,16° westwärts driftet, ist aber stabil und vorhersagbar.
Am 29. Juni wurden zwei Objekte in der Nähe des Satelliten geortet, die für Bruchstücke gehalten werden. SES konnte am 1. Juli wieder Kontakt zu AMC-9 aufnehmen und die Transponder abstellen, um Interferenzen mit anderen Satelliten zu vermeiden.
Der Verlust für SES durch die Störung des Satelliten wird mit 38 Mio. US-Dollar beziffert.